# Амарант червоночеревий
Амара́нт червоночеревий (Lagonosticta rara) — вид горобцеподібних птахів родини астрильдових (Estrildidae). Мешкає в Західній і Центральній Африці. 

## Опис
Довжина птаха становить 11 см. Забарвлення переважно червоне, за винятком коричневих махових пер та чорних живота, гузки і хвоста. У самиць червоними є лише лоб і надхвістя, груди і живіт мають червонуватий відтінок, спина і крила коричневі, голова сіра. Також у самиць нижня частина живота, гузка і хвіст чорні. Очі червоно-карі, навколо очей рожеві кільця. дзьоб чорнуватий, знизу і біля основи рожевуватий, лапи тілесного кольору.

## Підвиди
Виділяють два підвиди:
- L. r. forbesi Neumann, 1908 — від Сенегалу до Нігерії;
- L. r. rara (Antinori, 1864) — від Камеруну до Південного Судану, Уганди і західної Кенії.

## Поширення і екологія
Червоночереві амаранти мешкають в Сенегалі, Гвінеї, Сьєрра-Леоне, Ліберії, Кот-д'Івуарі, Гані, Того, Беніні, Нігерії, Камеруні, Центральноафриканській Республіці, Чаді, Південному Судані, Демократичній Республіці Конго, Уганді і Кенії. Вони живуть в саванах і кам'янистій місцевості, порослій чагарниками, трапляються в галерейних лісах і на полях. Зустрічаються поодинці, парами або сімейними зграйками, іноді приєднуються до змішаних зграй птахів разом з червоними амарантами. Живляться переважно насінням трав, яке шукають на землі, іноді також ягодами, плодами і дрібними комахами, такими як терміти, особливо під час сезону розмноження.
Сезон розмноження у червоночеревих амарантів припадає на завершення сезону дощів, з липня по листопад. Гніздо кулеподібне, робиться парою птахів з переплетених травинок, розміщується в чагарниках. В кладці 3-4 білуватих яйця. Червоночереві амаранти іноді стають жертвами гніздового паразитизму камерунських вдовичок.